# Johann Christian Kirchner
Johann Christian Kirchner (* 17. August 1691 in Merseburg; † 28. Dezember 1732 in Dresden) war ein Bildhauer am sächsischen Hof.

## Leben
Im Jahr 1712 kam er nach Dresden und wurde Mitarbeiter in der Bildhauerwerkstatt bei Balthasar Permoser am Zwinger, in der er mehrere Skulpturen für den Zwinger fertigte. Dies sind der Puttenschmuck im Nymphenbad, sechs Putten mit Delphin im Nymphenbad, wasserspeiende Fische im Nymphenbad, Nymphe mit dem Blütenstrauss, Figurengruppe Neptun und Amphithritde sowie die Figurengruppe Triton und Nereide. Ebenfalls von ihm stammt die Gruppe der Vier Winde: An der Hofseite aufgestellt sind Auster der Südwind mit Iris der Götterbotin und Euris der Ostwind mit Eos der Morgenröte; an der Wallseite Zephir der Westwind mit Chloeis der Blütenbringerin sowie Boreas der Nordwind mit seiner Gemahlin Oreithyia.
Im Jahr 1717 wurde er zum Hofbildhauer ernannt. Das Dresdner Bürgerrecht wurde ihm im Jahr 1720 verliehen. Kirchner starb 1732 und wurde auf dem Dresdner Eliasfriedhof im Feld A 27-14 beigesetzt. Sein Grabmal hatte er selbst gestaltet, sein Bruder Johann Gottlieb Kirchner hat es nach seinem Tod vollendet. Heute steht das Grabdenkmal im Palais im Großen Garten.

## Werke
- 1719: Skulpturen Meleager und Atalante und Venus und Adonis im Großen Garten, Dresden.
- Gruppen im Großen Garten auf den Orthostaten, Dresden
- 1726: Epitaph für Johann Friedrich Karcher, Leubnitzer Kirche, Dresden
- 1726: Figurenschmuck im Barockgarten Großsedlitz
- 1727: Terrassenschmuck  mit Johann Benjamin Thomae am Schloss Moritzburg
- 1727–31: Hirsch- und Rentierköpfe im Schloss Moritzburg
- 1730: Hermen im Barock-Innenhof des Japanischen Palais, Dresden
- 1727–31: Postament für Kruzifix nach Zacharias Longuelune, Augustusbrücke, Dresden
- 1732: Eigenes Grabmal mit Relief-Selbstbildnis, Eliasfriedhof Dresden, ausgeführt durch seinen Bruder Johann Gottlieb Kirchner